# Penarreba
Penarreba és una serra situada al municipi d'Alòs de Balaguer a la comarca del Noguera, amb una elevació màxima de 682 metres.